# Vroutek
Vroutek là một thị trấn thuộc huyện Louny, vùng Ústecký, Cộng hòa Séc.